# Bent Sørmo
Bent Langåssve Sørmo (Levanger, 22 settembre 1996) è un calciatore norvegese, difensore o centrocampista dello Strømsgodset.

## Carriera

### Club
Sørmo è cresciuto nelle giovanili dello Sverre, per entrare poi a far parte di quelle del Levanger. Ha esordito in 2. divisjon con la maglia di quest'ultimo club, subentrando a Martin Thornes Einvik in una sconfitta per 1-0 subita sul campo del Nardo, in data 18 agosto 2012.
Il 20 dicembre 2013, il Rosenborg ha annunciato l'ingaggio di Sørmo, che si sarebbe legato al nuovo club con un contratto triennale, valido a partire dal 1º gennaio 2014. Il 24 aprile 2014 ha debuttato in squadra, schierato titolare nel successo per 0-3 in casa dell'Orkla, sfida valida per il primo turno del Norgesmesterskapet. Il 3 luglio seguente ha giocato la prima partita nelle competizioni europee per club, quando ha sostituito Pål André Helland, nella vittoria per 4-0 sullo Jelgava, in occasione dei turni preliminari dell'Europa League 2014-2015. Il 3 agosto 2014 ha esordito in Eliteserien, subentrando a Daniel Berntsen nella sconfitta per 4-1 subita in casa dello Stabæk.
Il 4 marzo 2015, Sørmo ha fatto ritorno al Levanger – che aveva nel frattempo centrato la promozione in 1. divisjon – con la formula del prestito. Successivamente, il trasferimento è diventato permanente e Sørmo è rimasto in forza al Levanger a titolo definitivo.
Il 15 dicembre 2017, Sørmo ha firmato un contratto triennale con il Kristiansund BK, valido a partire dal 1º gennaio 2018. Il 17 marzo è tornato quindi a calcare i campi da calcio dell'Eliteserien, schierato titolare in occasione del pareggio per 2-2 maturato sul campo della sua ex squadra del Rosenborg. Il 4 agosto 2019 ha segnato la prima rete nella massima divisione locale, in occasione del pareggio per 1-1 arrivato in casa del Vålerenga.
Il 18 febbraio 2020 ha prolungato il contratto che lo legava al Kristiansund BK, fino al 31 dicembre 2021.
L'11 giugno 2021 è stato reso noto il suo passaggio ai belgi dello Zulte Waregem, con cui ha firmato un accordo triennale.
Il 4 agosto 2023 è tornato in Norvegia, firmando un contratto quadriennale con lo Strømsgodset.

### Nazionale
Sørmo ha rappresentato la Norvegia a livello Under-17, Under-18 e Under-19.

## Statistiche

### Presenze e reti nei club
Statistiche aggiornate al 4 agosto 2023.
| Stagione               | Club                   | Campionato             | Campionato | Campionato | Coppe nazionali | Coppe nazionali | Coppe nazionali | Coppe continentali | Coppe continentali | Coppe continentali | Supercoppe | Supercoppe | Supercoppe | Totale | Totale |
| Stagione               | Club                   | Comp                   | Pres       | Reti       | Comp            | Pres            | Reti            | Comp               | Pres               | Reti               | Comp       | Pres       | Reti       | Pres   | Reti   |
| ---------------------- | ---------------------- | ---------------------- | ---------- | ---------- | --------------- | --------------- | --------------- | ------------------ | ------------------ | ------------------ | ---------- | ---------- | ---------- | ------ | ------ |
| 2012                   | Levanger               | 2D                     | 5          | 2          | CN              | 0               | 0               | -                  | -                  | -                  | -          | -          | -          | 5      | 2      |
| 2013                   | Levanger               | 2D                     | 20         | 3          | CN              | 2               | 0               | -                  | -                  | -                  | -          | -          | -          | 22     | 3      |
| 2014                   | Rosenborg              | ES                     | 1          | 0          | CN              | 1               | 0               | UEL                | 1                  | 0                  | -          | -          | -          | 3      | 0      |
| 2015                   | Levanger               | 1D                     | 24         | 0          | CN              | 2               | 0               | -                  | -                  | -                  | -          | -          | -          | 26     | 0      |
| 2016                   | Levanger               | 1D                     | 29         | 2          | CN              | 2               | 0               | -                  | -                  | -                  | -          | -          | -          | 31     | 2      |
| 2017                   | Levanger               | 1D                     | 27         | 0          | CN              | 1               | 0               | -                  | -                  | -                  | -          | -          | -          | 28     | 0      |
| Totale Levanger        | Totale Levanger        | Totale Levanger        | 105        | 7          |                 | 7               | 0               |                    | -                  | -                  |            | -          | -          | 112    | 7      |
| 2018                   | Kristiansund BK        | ES                     | 26         | 0          | CN              | 3               | 1               | -                  | -                  | -                  | -          | -          | -          | 29     | 1      |
| 2019                   | Kristiansund BK        | ES                     | 26         | 1          | CN              | 2               | 0               | -                  | -                  | -                  | -          | -          | -          | 28     | 1      |
| 2020                   | Kristiansund BK        | ES                     | 30         | 1          | -               | -               | -               | -                  | -                  | -                  | -          | -          | -          | 30     | 1      |
| gen.-lug. 2021         | Kristiansund BK        | ES                     | 5          | 0          | CN              | -               | -               | -                  | -                  | -                  | -          | -          | -          | 5      | 0      |
| Totale Kristiansund BK | Totale Kristiansund BK | Totale Kristiansund BK | 87         | 2          |                 | 5               | 1               |                    | -                  | -                  |            | -          | -          | 92     | 3      |
| 2021-2022              | Zulte Waregem          | D1                     | 10         | 0          | CB              | 0               | 0               | -                  | -                  | -                  | -          | -          | -          | 10     | 0      |
| 2022-2023              | Zulte Waregem          | D1                     | 8          | 0          | CB              | 3               | 0               | -                  | -                  | -                  | -          | -          | -          | 11     | 0      |
| Totale Zulte Waregem   | Totale Zulte Waregem   | Totale Zulte Waregem   | 18         | 0          |                 | 3               | 0               |                    | -                  | -                  |            | -          | -          | 21     | 0      |
| ago.-dic. 2023         | Strømsgodset           | ES                     | 0          | 0          | CN              | -               | -               | -                  | -                  | -                  | -          | -          | -          | 0      | 0      |
| Totale                 | Totale                 | Totale                 | 211        | 9          |                 | 16              | 1               |                    | 1                  | 0                  |            | -          | -          | 228    | 10     |